# Casino de Paris (teatro)
Il Casino de Paris è un edificio che ospita una sala musicale situato in rue de Clichy 16, nel IX arrondissement di Parigi, risalente al 1896.

## Origine del nome
Contrariamente a quanto il nome potrebbe suggerire, si tratta di un luogo di spettacolo, non di una casa da gioco. In questo contesto, la parola italiana "casino", che letteralmente significa "piccola casa", non si riferisce al luogo in cui si pratica il gioco d'azzardo, ma deve essere intesa come "sala delle feste" o "sala di spettacolo", un significato che questo termine ha preso inizialmente quando è stato introdotto nella lingua francese, a metà del XIX secolo.

## Storia
Intorno al 1730 sotto il regno di Luigi XV, il duca di Richelieu fece costruire un luogo dove poter organizzare spettacoli. Nel 1779, il barone d'Ogny acquistò il terreno, che ribattezzò Folie-Richelieu.

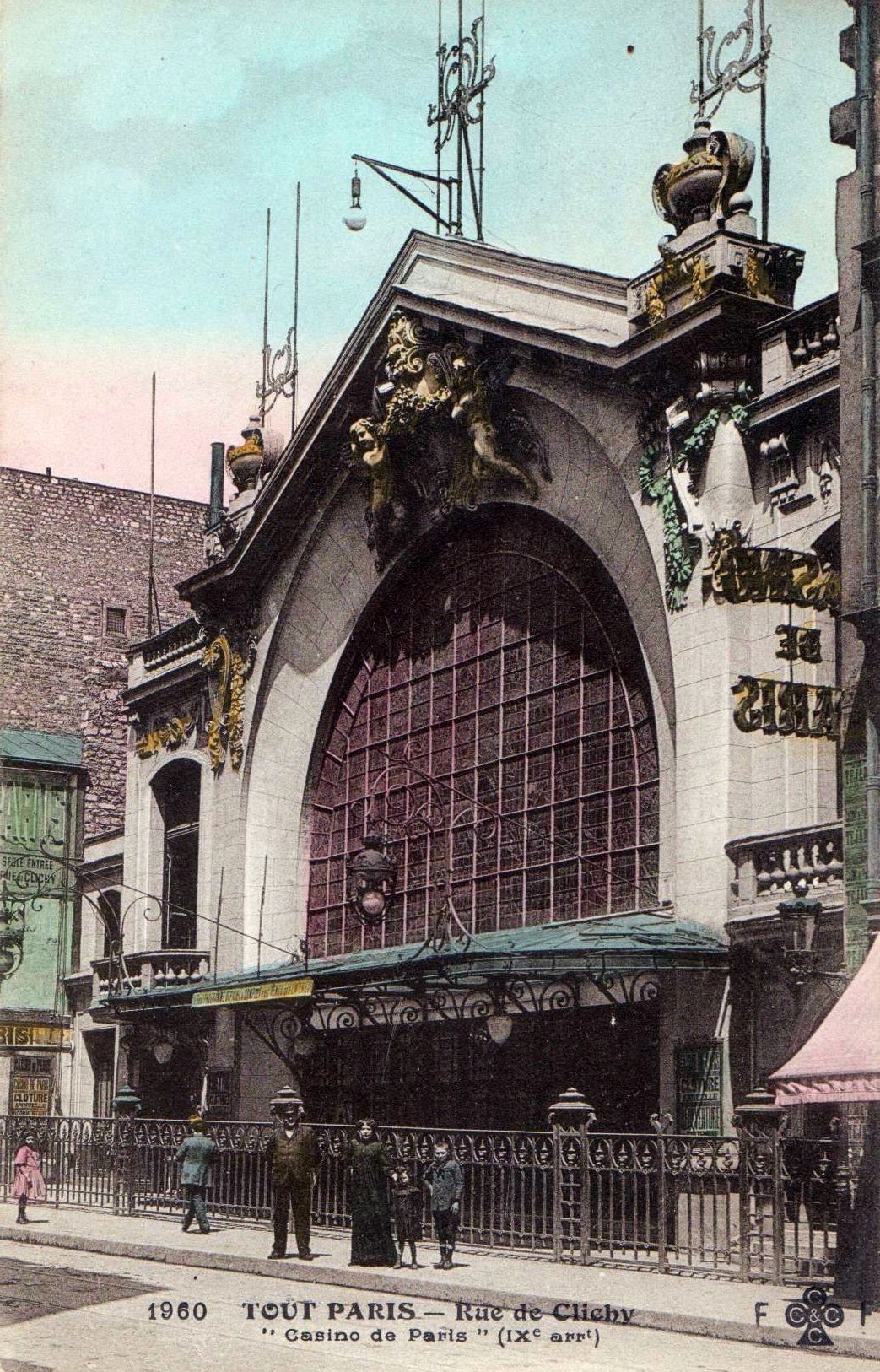
Il casino de Paris verso il 1910

Nel 1811 la Folie-Richelieu fu trasformata in un parco a tema, il Tivoli, guidato dal mastro artigiano Ruggieri, poi demolito nel 1851 per poter costruire l'Église de la Sainte-Trinité. Successivamente il barone Haussmann fece demolire la chiesa per sostituirla con una pista di pattinaggio, ricostruendo la chiesa un centinaio di metri più in basso.
Nel 1880 parte della pista venne trasformata dagli architetti Sauffroy e Grémailly nel Palace-Theater. L'edificio venne poi restaurato nel 1891 da Édouard Niermans.
Fu all'inizio della prima guerra mondiale che il moderno Casino de Paris fu convertito in un cinema e una sala musicale. I bombardamenti della prima guerra mondiale causarono l'interruzione delle esibizioni.